# Драфт НФЛ 2017
Восемьдесят второй драфт Национальной футбольной лиги прошёл с 27 по 29 апреля 2017 года в Филадельфии. Главная сцена драфта, с которой объявлялись выборы команд, была установлена на «Ступенях Рокки» перед входом в Художественный музей Филадельфии. Впервые в истории церемония прошла под открытым небом, её посетило более 250 тысяч зрителей.
Под общим первым номером «Кливленд Браунс» выбрали Майлза Гарретта, ди-энда из Техасского университета A&M. Всего в семи раундах драфта командами было выбрано 253 игрока. 
Начиная с 2017 года команды лиги получили право совершать обмены с использованием компенсационных выборов, получаемых за игроков, ушедших в статусе свободных агентов.

## Организация драфта

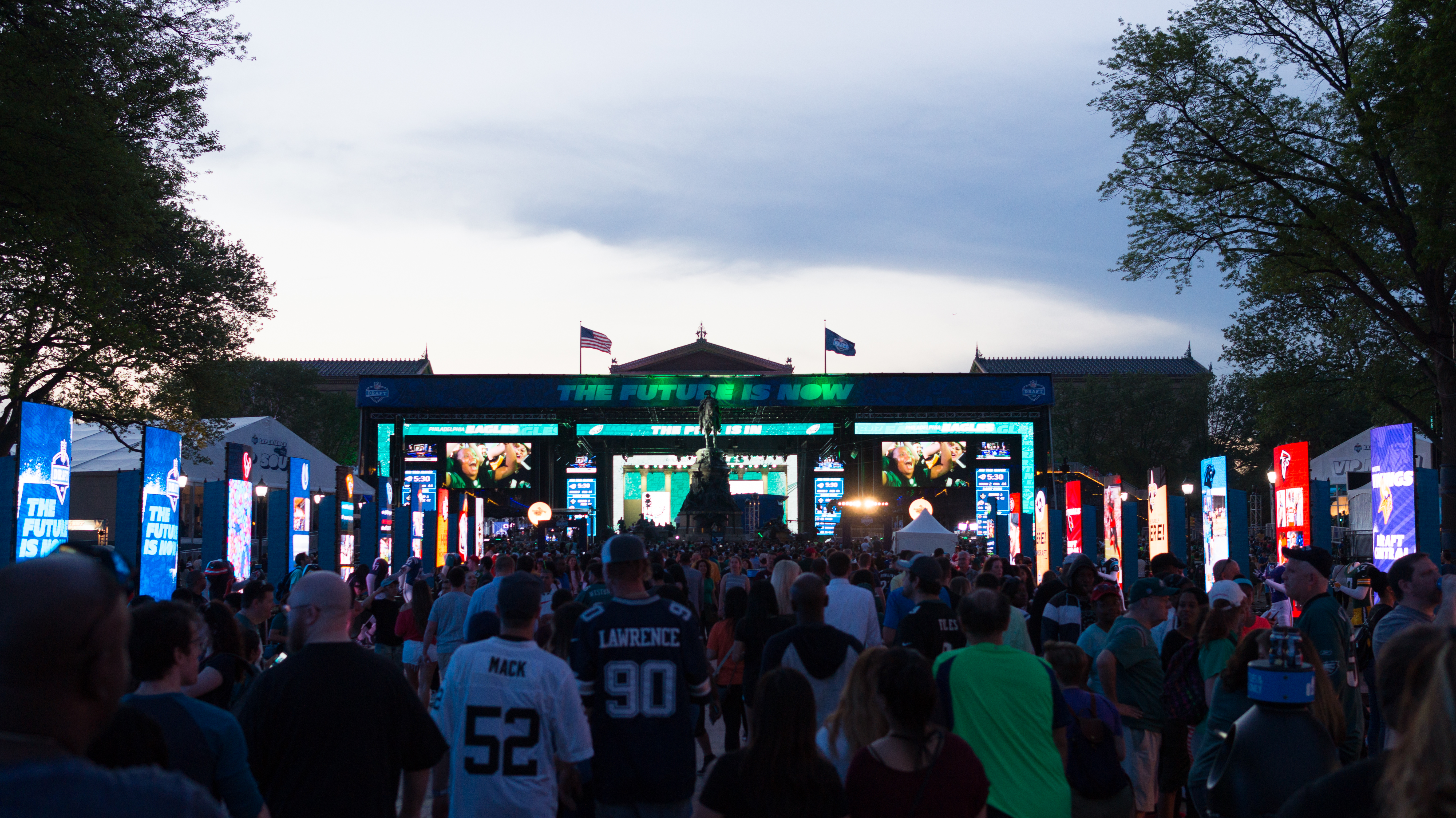
Вид на главную сцену драфта, 28 апреля 2017 года.

Филадельфия была объявлена местом проведения драфта НФЛ в сентябре 2016 года на пресс-конференции с участием комиссара лиги Роджера Гуделла и мэра города Джима Кенни. Последний раз Филадельфия была местом проведения мероприятия в 1961 году, также здесь в 1936 году прошёл первый в истории драфт лиги. Главная сцена мероприятия была оборудована перед Художественным музеем Филадельфии. Впервые в истории драфта она расположилась под открытым небом, на Ступенях Рокки. Площадки для фестиваля болельщиков были организованы вдоль Бенджамин-Франклин-паркуэй, одному из бульваров в центре города. На время проведения драфта были перекрыты некоторые улицы Филадельфии. По времени драфт совпал с традиционным легкоатлетическим фестивалем Penn Relays, проводящимся в Филадельфии с 1895 года. Двадцать девятого апреля 2017 года было объявлено, что мероприятие посетило 250 тысяч зрителей. Этот показатель стал рекордным за всё время проведения процедуры драфта. 
Процедура драфта прошла с 27 по 29 сентября. В первый день был проведён первый раунд драфта, во второй — второй и третий раунды, в заключительный день — с четвёртого по седьмой раунды. На объявление своего выбора в первом раунде командам отводилось по десять минут, во втором раунде — семь минут, с третьего по шестой раунды — пять минут, в седьмом раунде — четыре минуты. Основным вещателем драфта стал канал ESPN, трансляции также вел принадлежащий лиге канал NFL Network.

## Список выбранных игроков
В 2015 году на встрече владельцев клубов НФЛ в Ирвинге было принято решение разрешить с 2017 года проведение обменов с задействованием компенсационных выборов на драфте. Ранее дополнительные выборы, полученные командами за потерю игроков, ушедших в статусе свободных агентов, обмену не подлежали.
В семи раундах драфта клубами было выбрано 253 игрока. Первым из них стал ди-энд Майлз Гарретт из Техасского университета A&M. Последним задрафтованным игроком, обладателем титула «Мистер Ненужный», стал квотербек Чед Келли, выбранным «Денвером».
| Цветовые обозначения |
| -------------------- |
| Участник Пробоула    |

Знаком «*» отмечены компенсационные выборы, в графе «Примечания» приведены данные об обменах выборами на драфте в случае их осуществления
| Раунд | Пик  | Команда                     | Игрок                                                                                          | Позиция                                                                                        | Колледж                                                                                        | Примечания                                                                                     |
| ----- | ---- | --------------------------- | ---------------------------------------------------------------------------------------------- | ---------------------------------------------------------------------------------------------- | ---------------------------------------------------------------------------------------------- | ---------------------------------------------------------------------------------------------- |
| 1     | 1    | Кливленд Браунс             | Майлз Гарретт                                                                                  | DE                                                                                             | Техас A&M                                                                                      |                                                                                                |
| 1     | 2    | Чикаго Беарс                | Митч Трубиски                                                                                  | QB                                                                                             | Северная Каролина                                                                              | обмен с «Сан-Франциско»                                                                        |
| 1     | 3    | Сан-Франциско Форти Найнерс | Соломон Томас                                                                                  | DE                                                                                             | Стэнфорд                                                                                       | обмен с «Чикаго»                                                                               |
| 1     | 4    | Джэксонвилл Джагуарс        | Леонард Фурнетт                                                                                | RB                                                                                             | ЛСЮ                                                                                            |                                                                                                |
| 1     | 5    | Теннесси Тайтенс            | Кори Дэвис                                                                                     | WR                                                                                             | Западный Мичиган                                                                               | обмен с «Лос-Анджелес Рэмс»                                                                    |
| 1     | 6    | Нью-Йорк Джетс              | Джамал Адамс                                                                                   | S                                                                                              | ЛСЮ                                                                                            |                                                                                                |
| 1     | 7    | Лос-Анджелес Чарджерс       | Майк Уильямс                                                                                   | WR                                                                                             | Клемсон                                                                                        |                                                                                                |
| 1     | 8    | Каролина Пэнтерс            | Кристиан Маккэфри                                                                              | RB                                                                                             | Стэнфорд                                                                                       |                                                                                                |
| 1     | 9    | Цинциннати Бенгалс          | Джон Росс                                                                                      | WR                                                                                             | Вашингтон                                                                                      |                                                                                                |
| 1     | 10   | Канзас-Сити Чифс            | Патрик Махоумс                                                                                 | QB                                                                                             | Техас Тек                                                                                      | обмен с «Баффало»                                                                              |
| 1     | 11   | Нью-Орлеан Сэйнтс           | Маршон Латтимор                                                                                | CB                                                                                             | Огайо Стейт                                                                                    |                                                                                                |
| 1     | 12   | Хьюстон Тексанс             | Дешон Уотсон                                                                                   | QB                                                                                             | Клемсон                                                                                        | обмен с «Кливлендом»                                                                           |
| 1     | 13   | Аризона Кардиналс           | Хасон Реддик                                                                                   | LB                                                                                             | Темпл                                                                                          |                                                                                                |
| 1     | 14   | Филадельфия Иглз            | Дерек Барнетт                                                                                  | DE                                                                                             | Теннесси                                                                                       | обмен с «Миннесотой»                                                                           |
| 1     | 15   | Индианаполис Колтс          | Малик Хукер                                                                                    | S                                                                                              | Огайо Стейт                                                                                    |                                                                                                |
| 1     | 16   | Балтимор Рэйвенс            | Марлон Хамфри                                                                                  | CB                                                                                             | Алабама                                                                                        |                                                                                                |
| 1     | 17   | Вашингтон Редскинс          | Джонатан Аллен                                                                                 | DE                                                                                             | Алабама                                                                                        |                                                                                                |
| 1     | 18   | Теннесси Тайтенс            | Адори Джексон                                                                                  | CB                                                                                             | ЮСК                                                                                            |                                                                                                |
| 1     | 19   | Тампа-Бэй Бакканирс         | О Джей Хоуард                                                                                  | TE                                                                                             | Алабама                                                                                        |                                                                                                |
| 1     | 20   | Денвер Бронкос              | Гарретт Боллс                                                                                  | OT                                                                                             | Юта                                                                                            |                                                                                                |
| 1     | 21   | Детройт Лайонс              | Джаррад Дэвис                                                                                  | LB                                                                                             | Флорида                                                                                        |                                                                                                |
| 1     | 22   | Майами Долфинс              | Чарлз Харрис                                                                                   | DE                                                                                             | Миссури                                                                                        |                                                                                                |
| 1     | 23   | Нью-Йорк Джайентс           | Эван Инграм                                                                                    | TE                                                                                             | Ол Мисс                                                                                        |                                                                                                |
| 1     | 24   | Окленд Рэйдерс              | Гареон Конли                                                                                   | CB                                                                                             | Огайо Стейт                                                                                    |                                                                                                |
| 1     | 25   | Кливленд Браунс             | Джабриль Пепперс                                                                               | S                                                                                              | Мичиган                                                                                        | обмен с «Хьюстоном»                                                                            |
| 1     | 26   | Атланта Фэлконс             | Таккарист Маккинли                                                                             | LB                                                                                             | УКЛА                                                                                           | обмен с «Сиэтлом»                                                                              |
| 1     | 27   | Баффало Биллс               | Тредэвиус Уайт                                                                                 | CB                                                                                             | ЛСЮ                                                                                            | обмен с «Канзас-Сити»                                                                          |
| 1     | 28   | Даллас Каубойс              | Тако Чарлтон                                                                                   | DE                                                                                             | Мичиган                                                                                        |                                                                                                |
| 1     | 29   | Кливленд Браунс             | Дэвид Нджоку                                                                                   | TE                                                                                             | Майами                                                                                         | обмен с «Грин-Бэй»                                                                             |
| 1     | 30   | Питтсбург Стилерз           | Ти Джей Уотт                                                                                   | LB                                                                                             | Висконсин                                                                                      |                                                                                                |
| 1     | 31   | Сан-Франциско Форти Найнерс | Рубен Фостер                                                                                   | LB                                                                                             | Алабама                                                                                        | обмен с «Сиэтлом»                                                                              |
| 1     | 32   | Нью-Орлеан Сэйнтс           | Райан Рэмчик                                                                                   | OT                                                                                             | Висконсин                                                                                      | обмен с «Нью-Инглендом»                                                                        |
| 2     | 33   | Грин-Бэй Пэкерс             | Кевин Кинг                                                                                     | CB                                                                                             | Вашингтон                                                                                      | обмен с «Кливлендом»                                                                           |
| 2     | 34   | Джэксонвилл Джагуарс        | Кэм Робинсон                                                                                   | OT                                                                                             | Алабама                                                                                        | обмен с «Сиэтлом»                                                                              |
| 2     | 35   | Сиэтл Сихокс                | Малик Макдауэлл                                                                                | DT                                                                                             | Мичиган Стейт                                                                                  | обмен с «Джэксонвиллом»                                                                        |
| 2     | 36   | Аризона Кардиналс           | Будда Бейкер                                                                                   | S                                                                                              | Вашингтон                                                                                      | обмен с «Чикаго»                                                                               |
| 2     | 37   | Баффало Биллс               | Зэй Джонс                                                                                      | WR                                                                                             | Восточная Каролина                                                                             | обмен с «Лос-Анджелес Рэмс»                                                                    |
| 2     | 38   | Лос-Анджелес Чарджерс       | Форрест Лэмп                                                                                   | G                                                                                              | Западный Кентукки                                                                              |                                                                                                |
| 2     | 39   | Нью-Йорк Джетс              | Маркус Майе                                                                                    | S                                                                                              | Флорида                                                                                        |                                                                                                |
| 2     | 40   | Каролина Пэнтерс            | Кертис Сэмюэл                                                                                  | WR                                                                                             | Огайо Стейт                                                                                    |                                                                                                |
| 2     | 41   | Миннесота Вайкингс          | Делвин Кук                                                                                     | RB                                                                                             | Флорида Стейт                                                                                  | обмен с «Цинциннати»                                                                           |
| 2     | 42   | Нью-Орлеан Сэйнтс           | Маркус Уильямс                                                                                 | S                                                                                              | Юта                                                                                            |                                                                                                |
| 2     | 43   | Филадельфия Иглз            | Сидни Джонс                                                                                    | CB                                                                                             | Вашингтон                                                                                      |                                                                                                |
| 2     | 44   | Лос-Анджелес Рэмс           | Джералд Эверетт                                                                                | TE                                                                                             | Южная Алабама                                                                                  | обмен с «Баффало»                                                                              |
| 2     | 45   | Чикаго Беарс                | Адам Шахин                                                                                     | TE                                                                                             | Ашленд                                                                                         | обмен с «Аризоной»                                                                             |
| 2     | 46   | Индианаполис Колтс          | Куинси Уилсон                                                                                  | CB                                                                                             | Флорида                                                                                        |                                                                                                |
| 2     | 47   | Балтимор Рэйвенс            | Тайюс Баузер                                                                                   | LB                                                                                             | Хьюстон                                                                                        |                                                                                                |
| 2     | 48   | Цинциннати Бенгалс          | Джо Миксон                                                                                     | RB                                                                                             | Оклахома                                                                                       | обмен с «Миннесотой»                                                                           |
| 2     | 49   | Вашингтон Редскинс          | Райан Андерсон                                                                                 | LB                                                                                             | Алабама                                                                                        |                                                                                                |
| 2     | 50   | Тампа-Бэй Бакканирс         | Джастин Эванс                                                                                  | S                                                                                              | Техас A&M                                                                                      |                                                                                                |
| 2     | 51   | Денвер Бронкос              | Демаркус Уокер                                                                                 | DE                                                                                             | Флорида Стейт                                                                                  |                                                                                                |
| 2     | 52   | Кливленд Браунс             | Дешон Кайзер                                                                                   | QB                                                                                             | Нотр-Дам                                                                                       | обмен с «Теннесси»                                                                             |
| 2     | 53   | Детройт Лайонс              | Тиз Тейбор                                                                                     | CB                                                                                             | Флорида                                                                                        |                                                                                                |
| 2     | 54   | Майами Долфинс              | Рэйквон Макмиллан                                                                              | LB                                                                                             | Огайо Стейт                                                                                    |                                                                                                |
| 2     | 55   | Нью-Йорк Джайентс           | Делвин Томлинсон                                                                               | DT                                                                                             | Алабама                                                                                        |                                                                                                |
| 2     | 56   | Окленд Рэйдерс              | Оби Мелифонву                                                                                  | S                                                                                              | Коннектикут                                                                                    |                                                                                                |
| 2     | 57   | Хьюстон Тексанс             | Зак Каннингем                                                                                  | LB                                                                                             | Вандербильт                                                                                    |                                                                                                |
| 2     | 58   | Сиэтл Сихокс                | Итан Посик                                                                                     | C                                                                                              | ЛСЮ                                                                                            |                                                                                                |
| 2     | 59   | Канзас-Сити Чифс            | Тано Пассаньон                                                                                 | DE                                                                                             | Вилланова                                                                                      |                                                                                                |
| 2     | 60   | Даллас Каубойс              | Чидобе Авузи                                                                                   | CB                                                                                             | Колорадо                                                                                       |                                                                                                |
| 2     | 61   | Грин-Бэй Пэкерс             | Джош Джонс                                                                                     | S                                                                                              | Эн Си Стейт                                                                                    |                                                                                                |
| 2     | 62   | Питтсбург Стилерз           | Джуджу Смит-Шустер                                                                             | WR                                                                                             | ЮСК                                                                                            |                                                                                                |
| 2     | 63   | Баффало Биллс               | Дион Доукинс                                                                                   | G                                                                                              | Темпл                                                                                          | обмен с «Атлантой»                                                                             |
| 2     | 64   | Каролина Пэнтерс            | Тейлор Мотон                                                                                   | G                                                                                              | Западный Мичиган                                                                               | обмен с «Нью-Инглендом»                                                                        |
| 3     | 65   | Кливленд Браунс             | Ларри Огунджоби                                                                                | DT                                                                                             | Шарлотт                                                                                        |                                                                                                |
| 3     | 66   | Сан-Франциско Форти Найнерс | Акелло Уизерспун                                                                               | CB                                                                                             | Колорадо                                                                                       |                                                                                                |
| 3     | 67   | Нью-Орлеан Сэйнтс           | Элвин Камара                                                                                   | RB                                                                                             | Теннесси                                                                                       | обмен с «Сан-Франциско»                                                                        |
| 3     | 68   | Джэксонвилл Джагуарс        | Дуан Смут                                                                                      | DE                                                                                             | Иллинойс                                                                                       |                                                                                                |
| 3     | 69   | Лос-Анджелес Рэмс           | Купер Капп                                                                                     | WR                                                                                             | Восточный Вашингтон                                                                            |                                                                                                |
| 3     | 70   | Миннесота Вайкингс          | Пэт Элфлайн                                                                                    | C                                                                                              | Огайо Стейт                                                                                    | обмен с «Нью-Йорк Джетс»                                                                       |
| 3     | 71   | Лос-Анджелес Чарджерс       | Дэн Фини                                                                                       | G                                                                                              | Индиана                                                                                        |                                                                                                |
| 3     | 72   | Теннесси Тайтенс            | Тейуан Тейлор                                                                                  | WR                                                                                             | Западный Кентукки                                                                              | обмен с «Нью-Инглендом»                                                                        |
| 3     | 73   | Цинциннати Бенгалс          | Джордан Уиллис                                                                                 | DE                                                                                             | Канзас Стейт                                                                                   |                                                                                                |
| 3     | 74   | Балтимор Рэйвенс            | Крис Уормли                                                                                    | DE                                                                                             | Мичиган                                                                                        | обмен с «Филадельфией»                                                                         |
| 3     | 75   | Атланта Фэлконс             | Дюк Райли                                                                                      | LB                                                                                             | ЛСЮ                                                                                            | обмен с «Баффало»                                                                              |
| 3     | 76   | Нью-Орлеан Сэйнтс           | Алекс Анзалоне                                                                                 | LB                                                                                             | Флорида                                                                                        |                                                                                                |
| 3     | 77   | Каролина Пэнтерс            | Дэшон Холл                                                                                     | DE                                                                                             | Техас A&M                                                                                      | обмен с «Аризоной»                                                                             |
| 3     | 78   | Балтимор Рэйвенс            | Тим Уильямс                                                                                    | LB                                                                                             | Алабама                                                                                        |                                                                                                |
| 3     | 79   | Нью-Йорк Джетс              | Ардариус Стюарт                                                                                | WR                                                                                             | Алабама                                                                                        | обмен с «Миннесотой»                                                                           |
| 3     | 80   | Индианаполис Колтс          | Таррелл Башем                                                                                  | DE                                                                                             | Огайо                                                                                          |                                                                                                |
| 3     | 81   | Вашингтон Редскинс          | Фабиан Моро                                                                                    | CB                                                                                             | УКЛА                                                                                           |                                                                                                |
| 3     | 82   | Денвер Бронкос              | Карлос Хендерсон                                                                               | WR                                                                                             | Луизиана Тек                                                                                   |                                                                                                |
| 3     | 83   | Нью-Ингленд Пэтриотс        | Дерек Риверс                                                                                   | DE                                                                                             | Янгстаун Стейт                                                                                 | обмен с «Теннесси»                                                                             |
| 3     | 84   | Тампа-Бэй Бакканирс         | Крис Годвин                                                                                    | WR                                                                                             | Пенн Стейт                                                                                     |                                                                                                |
| 3     | 85   | Нью-Ингленд Пэтриотс        | Антонио Гарсия                                                                                 | OT                                                                                             | Трой                                                                                           | обмен с «Детройтом»                                                                            |
| 3     | 86   | Канзас-Сити Чифс            | Карим Хант                                                                                     | RB                                                                                             | Толидо                                                                                         | обмен с «Миннесотой»                                                                           |
| 3     | 87   | Нью-Йорк Джайентс           | Дэвис Уэбб                                                                                     | QB                                                                                             | Калифорния                                                                                     |                                                                                                |
| 3     | 88   | Окленд Рэйдерс              | Эдди Вандердос                                                                                 | DT                                                                                             | УКЛА                                                                                           |                                                                                                |
| 3     | 89   | Хьюстон Тексанс             | Дионтей Форман                                                                                 | RB                                                                                             | Техас                                                                                          |                                                                                                |
| 3     | 90   | Сиэтл Сихокс                | Шакил Гриффин                                                                                  | CB                                                                                             | Центральная Флорида                                                                            |                                                                                                |
| 3     | 91   | Лос-Анджелес Рэмс           | Джон Джонсон                                                                                   | S                                                                                              | Бостон Колледж                                                                                 | обмен с «Баффало»                                                                              |
| 3     | 92   | Даллас Каубойс              | Джурдан Льюис                                                                                  | CB                                                                                             | Мичиган                                                                                        |                                                                                                |
| 3     | 93   | Грин-Бэй Пэкерс             | Монтревиус Адамс                                                                               | DT                                                                                             | Оберн                                                                                          |                                                                                                |
| 3     | 94   | Питтсбург Стилерз           | Кэмерон Саттон                                                                                 | CB                                                                                             | Теннесси                                                                                       |                                                                                                |
| 3     | 95   | Сиэтл Сихокс                | Делано Хилл                                                                                    | S                                                                                              | Мичиган                                                                                        | обмен с «Атлантой»                                                                             |
| 3     | 96   | Детройт Лайонс              | Кенни Голладей                                                                                 | WR                                                                                             | Северный Иллинойс                                                                              | обмен с «Нью-Инглендом»                                                                        |
| 3     | 97*  | Майами Долфинс              | Кордрей Танкерсли                                                                              | CB                                                                                             | Клемсон                                                                                        |                                                                                                |
| 3     | 98*  | Аризона Кардиналс           | Чед Уильямс                                                                                    | WR                                                                                             | Грэмблинг Стейт                                                                                | обмен с «Каролиной»                                                                            |
| 3     | 99*  | Филадельфия Иглз            | Расул Дуглас                                                                                   | CB                                                                                             | Западная Виргиния                                                                              | обмен с «Балтимором»                                                                           |
| 3     | 100* | Теннесси Тайтенс            | Джонну Смит                                                                                    | TE                                                                                             | Флорида Интернэшнл                                                                             | обмен с «Лос-Анджелес Рэмс»                                                                    |
| 3     | 101* | Денвер Бронкос              | Брендан Лэнгли                                                                                 | CB                                                                                             | Ламар                                                                                          |                                                                                                |
| 3     | 102* | Сиэтл Сихокс                | Назейр Джонс                                                                                   | DT                                                                                             | Северная Каролина                                                                              |                                                                                                |
| 3     | 103* | Нью-Орлеан Сэйнтс           | Трей Хендриксон                                                                                | LB                                                                                             | Флорида Атлантик                                                                               | обмен с «Нью-Инглендом»                                                                        |
| 3     | 104* | Сан-Франциско Форти Найнерс | Си Джей Бетерд                                                                                 | QB                                                                                             | Айова                                                                                          | обмен с «Миннесотой»                                                                           |
| 3     | 105* | Питтсбург Стилерз           | Джеймс Коннер                                                                                  | RB                                                                                             | Питтсбург                                                                                      |                                                                                                |
| 3     | 106* | Сиэтл Сихокс                | Амара Дарбо                                                                                    | WR                                                                                             | Мичиган                                                                                        |                                                                                                |
| 3     | 107* | Тампа-Бэй Бакканирс         | Кенделл Бекуит                                                                                 | LB                                                                                             | ЛСЮ                                                                                            | обмен с «Нью-Йорк Джетс»                                                                       |
| 4     | 108  | Грин-Бэй Пэкерс             | Винс Бигел                                                                                     | LB                                                                                             | Висконсин                                                                                      | обмен с «Кливлендом»                                                                           |
| 4     | 109  | Миннесота Вайкингс          | Джалил Джонсон                                                                                 | DT                                                                                             | Айова                                                                                          | обмен с «Сан-Франциско»                                                                        |
| 4     | 110  | Джэксонвилл Джагуарс        | Деде Уэстбрук                                                                                  | WR                                                                                             | Оклахома                                                                                       |                                                                                                |
| 4     | 111  | Сиэтл Сихокс                | Тедрик Томпсон                                                                                 | S                                                                                              | Колорадо                                                                                       | обмен с «Сан-Франциско»                                                                        |
| 4     | 112  | Чикаго Беарс                | Эдди Джексон                                                                                   | S                                                                                              | Алабама                                                                                        | обмен с «Лос-Анджелес Рэмс»                                                                    |
| 4     | 113  | Лос-Анджелес Чарджерс       | Рейшон Дженкинс                                                                                | S                                                                                              | Майами                                                                                         |                                                                                                |
| 4     | 114  | Вашингтон Редскинс          | Самаджи Перайн                                                                                 | RB                                                                                             | Оклахома                                                                                       | обмен с «Нью-Йорк Джетс»                                                                       |
| 4     | 115  | Аризона Кардиналс           | Дориан Джонсон                                                                                 | G                                                                                              | Питтсбург                                                                                      | обмен с «Каролиной»                                                                            |
| 4     | 116  | Цинциннати Бенгалс          | Карл Лоусон                                                                                    | DE                                                                                             | Оберн                                                                                          |                                                                                                |
| 4     | 117  | Лос-Анджелес Рэмс           | Джош Рейнолдс                                                                                  | WR                                                                                             | Техас A&M                                                                                      | обмен с «Чикаго»                                                                               |
| 4     | —    | Нью-Ингленд Пэтриотс        | клуб лишён выбора за нарушение политики НФЛ в отношении честной игры                           | клуб лишён выбора за нарушение политики НФЛ в отношении честной игры                           | клуб лишён выбора за нарушение политики НФЛ в отношении честной игры                           | клуб лишён выбора за нарушение политики НФЛ в отношении честной игры                           |
| 4     | 118  | Филадельфия Иглз            | Мак Холлинс                                                                                    | WR                                                                                             | Северная Каролина                                                                              |                                                                                                |
| 4     | 119  | Чикаго Беарс                | Тарик Коэн                                                                                     | RB                                                                                             | Северная Каролина A&T                                                                          | обмен с «Аризоной»                                                                             |
| 4     | 120  | Миннесота Вайкингс          | Бен Гедеон                                                                                     | LB                                                                                             | Мичиган                                                                                        |                                                                                                |
| 4     | 121  | Сан-Франциско Форти Найнерс | Джо Уильямс                                                                                    | RB                                                                                             | Юта                                                                                            | обмен с «Индианаполисом»                                                                       |
| 4     | 122  | Балтимор Рэйвенс            | Нико Сирагуса                                                                                  | G                                                                                              | Сан-Диего Стейт                                                                                |                                                                                                |
| 4     | 123  | Вашингтон Редскинс          | Монтей Николсон                                                                                | S                                                                                              | Мичиган Стейт                                                                                  |                                                                                                |
| 4     | 124  | Детройт Лайонс              | Джейлен Ривз-Мейбин                                                                            | LB                                                                                             | Теннесси                                                                                       | обмен с «Нью-Инглендом»                                                                        |
| 4     | 125  | Лос-Анджелес Рэмс           | Самсон Эбукам                                                                                  | LB                                                                                             | Восточный Вашингтон                                                                            | обмен с «Нью-Йорк Джетс»                                                                       |
| 4     | 126  | Кливленд Браунс             | Хоуард Уилсон                                                                                  | CB                                                                                             | Хьюстон                                                                                        | обмен с «Денвером»                                                                             |
| 4     | 127  | Детройт Лайонс              | Майкл Робертс                                                                                  | TE                                                                                             | Толидо                                                                                         |                                                                                                |
| 4     | 128  | Цинциннати Бенгалс          | Джош Мэлоун                                                                                    | WR                                                                                             | Теннесси                                                                                       | обмен с «Миннесотой»                                                                           |
| 4     | 129  | Окленд Рэйдерс              | Дэвид Шарп                                                                                     | OT                                                                                             | Флорида                                                                                        |                                                                                                |
| 4     | 130  | Хьюстон Тексанс             | Джулиен Дэвенпорт                                                                              | OT                                                                                             | Бакнелл                                                                                        |                                                                                                |
| 4     | 131  | Нью-Ингленд Пэтриотс        | Дитрик Уайз                                                                                    | DE                                                                                             | Арканзас                                                                                       | обмен с «Сиэтлом»                                                                              |
| 4     | 132  | Филадельфия Иглз            | Доннел Памфри                                                                                  | RB                                                                                             | Сан-Диего Стейт                                                                                | обмен с «Миннесотой»                                                                           |
| 4     | 133  | Даллас Каубойс              | Райан Суитцер                                                                                  | WR                                                                                             | Северная Каролина                                                                              |                                                                                                |
| 4     | 134  | Грин-Бэй Пэкерс             | Джамал Уильямс                                                                                 | RB                                                                                             | Бригам Янг                                                                                     |                                                                                                |
| 4     | 135  | Питтсбург Стилерз           | Джошуа Доббс                                                                                   | QB                                                                                             | Теннесси                                                                                       |                                                                                                |
| 4     | 136  | Атланта Фэлконс             | Шон Харлоу                                                                                     | C                                                                                              | Орегон Стейт                                                                                   |                                                                                                |
| 4     | 137  | Индианаполис Колтс          | Зак Баннер                                                                                     | G                                                                                              | ЮСК                                                                                            | обмен с «Нью-Инглендом»                                                                        |
| 4     | 138* | Цинциннати Бенгалс          | Райан Глазго                                                                                   | DT                                                                                             | Мичиган                                                                                        |                                                                                                |
| 4     | 139* | Канзас-Сити Чифс            | Джеху Чессон                                                                                   | WR                                                                                             | Мичиган                                                                                        | обмен с «Миннесотой»                                                                           |
| 4     | 140  | Нью-Йорк Джайентс           | Уэйн Гэллман                                                                                   | RB                                                                                             | Клемсон                                                                                        | потеря двенадцати позиций                                                                      |
| 4     | 141* | Нью-Йорк Джетс              | Чед Хансен                                                                                     | WR                                                                                             | Калифорния                                                                                     | обмен с «Лос-Анджелес Рэмс»                                                                    |
| 4     | 142* | Хьюстон Тексанс             | Карлос Уоткинс                                                                                 | DT                                                                                             | Клемсон                                                                                        | обмен с «Кливлендом»                                                                           |
| 4     | 143* | Индианаполис Колтс          | Марлон Мак                                                                                     | RB                                                                                             | Южная Флорида                                                                                  | обмен с «Сан-Франциско»                                                                        |
| 4     | 144* | Индианаполис Колтс          | Гровер Стюарт                                                                                  | DT                                                                                             | Олбани Стейт                                                                                   |                                                                                                |
| 5     | 145  | Денвер Бронкос              | Джейк Батт                                                                                     | TE                                                                                             | Мичиган                                                                                        | обмен с «Кливлендом»                                                                           |
| 5     | 146  | Сан-Франциско Форти Найнерс | Джордж Киттл                                                                                   | TE                                                                                             | Айова                                                                                          |                                                                                                |
| 5     | 147  | Чикаго Беарс                | Джордан Морган                                                                                 | G                                                                                              | Кутцтаун                                                                                       |                                                                                                |
| 5     | 148  | Джэксонвилл Джагуарс        | Блэр Браун                                                                                     | LB                                                                                             | Огайо                                                                                          |                                                                                                |
| 5     | 149  | Атланта Фэлконс             | Дамонтей Кази                                                                                  | CB                                                                                             | Сан-Диего Стейт                                                                                | обмен с «Баффало»                                                                              |
| 5     | 150  | Нью-Йорк Джетс              | Джордан Леджетт                                                                                | TE                                                                                             | Клемсон                                                                                        |                                                                                                |
| 5     | 151  | Лос-Анджелес Чарджерс       | Десмонд Кинг                                                                                   | CB                                                                                             | Айова                                                                                          |                                                                                                |
| 5     | 152  | Каролина Пэнтерс            | Корн Элдер                                                                                     | CB                                                                                             | Майами                                                                                         |                                                                                                |
| 5     | 153  | Цинциннати Бенгалс          | Джейк Эллиотт                                                                                  | K                                                                                              | Мемфис                                                                                         |                                                                                                |
| 5     | 154  | Вашингтон Редскинс          | Джереми Спринкл                                                                                | TE                                                                                             | Арканзас                                                                                       | обмен с «Нью-Орлеаном»                                                                         |
| 5     | 155  | Теннесси Тайтенс            | Джайон Браун                                                                                   | LB                                                                                             | УКЛА                                                                                           | обмен с «Филадельфией»                                                                         |
| 5     | 156  | Атланта Фэлконс             | Брайан Хилл                                                                                    | RB                                                                                             | Вайоминг                                                                                       | обмен с «Баффало»                                                                              |
| 5     | 157  | Аризона Кардиналс           | Уилл Холден                                                                                    | OT                                                                                             | Вандербилт                                                                                     |                                                                                                |
| 5     | 158  | Индианаполис Колтс          | Нейт Хейстон                                                                                   | CB                                                                                             | Темпл                                                                                          |                                                                                                |
| 5     | 159  | Балтимор Рэйвенс            | Джермейн Элуменор                                                                              | G                                                                                              | Техас A&M                                                                                      |                                                                                                |
| 5     | 160  | Кливленд Браунс             | Родерик Джонсон                                                                                | OT                                                                                             | Флорида Стейт                                                                                  | обмен с «Нью-Йорк Джетс»                                                                       |
| 5     | 161  | Индианаполис Колтс          | Энтони Уокер                                                                                   | LB                                                                                             | Нортвестерн                                                                                    | обмен с «Сан-Франциско»                                                                        |
| 5     | 162  | Тампа-Бэй Бакканирс         | Джереми Макниколс                                                                              | RB                                                                                             | Бойсе Стейт                                                                                    |                                                                                                |
| 5     | 163  | Баффало Биллс               | Мэтт Милано                                                                                    | LB                                                                                             | Бостон Колледж                                                                                 | получен от «Нью-Ингленда»                                                                      |
| 5     | 164  | Майами Долфинс              | Айзек Асиата                                                                                   | G                                                                                              | Юта                                                                                            | обмен с «Филадельфией»                                                                         |
| 5     | 165  | Детройт Лайонс              | Джамал Эгнью                                                                                   | CB                                                                                             | Сан-Диего                                                                                      |                                                                                                |
| 5     | 166  | Филадельфия Иглз            | Шелтон Гибсон                                                                                  | WR                                                                                             | Западная Виргиния                                                                              | обмен с «Майами»                                                                               |
| 5     | 167  | Нью-Йорк Джайентс           | Эвери Мосс                                                                                     | DE                                                                                             | Янгстаун Стейт                                                                                 |                                                                                                |
| 5     | 168  | Окленд Рэйдерс              | Маркел Ли                                                                                      | LB                                                                                             | Уэйк Форест                                                                                    |                                                                                                |
| 5     | 169  | Хьюстон Тексанс             | Трестон Деку                                                                                   | S                                                                                              | Орегон Стейт                                                                                   |                                                                                                |
| 5     | —    | Сиэтл Сихокс                | клуб лишён выбора за нарушение условий коллективного соглашения между НФЛ и профсоюзом игроков | клуб лишён выбора за нарушение условий коллективного соглашения между НФЛ и профсоюзом игроков | клуб лишён выбора за нарушение условий коллективного соглашения между НФЛ и профсоюзом игроков | клуб лишён выбора за нарушение условий коллективного соглашения между НФЛ и профсоюзом игроков |
| 5     | 170  | Миннесота Вайкингс          | Родни Адамс                                                                                    | WR                                                                                             | Южная Флорида                                                                                  | обмен с «Канзас-Сити»                                                                          |
| 5     | 171  | Баффало Биллс               | Нейтан Питерман                                                                                | QB                                                                                             | Питтсбург                                                                                      | обмен с «Далласом»                                                                             |
| 5     | 172  | Денвер Бронкос              | Айзейя Маккензи                                                                                | WR                                                                                             | Джорджия                                                                                       | обмен с «Грин-Бэй»                                                                             |
| 5     | 173  | Питтсбург Стилерз           | Брайан Аллен                                                                                   | CB                                                                                             | Юта                                                                                            |                                                                                                |
| 5     | 174  | Атланта Фэлконс             | Эрик Соберт                                                                                    | TE                                                                                             | Дрейк                                                                                          |                                                                                                |
| 5     | 175  | Грин-Бэй Пэкерс             | Деанджело Янси                                                                                 | WR                                                                                             | Пердью                                                                                         | обмен с «Денвером»                                                                             |
| 5     | 176* | Цинциннати Бенгалс          | Джей Джей Дилман                                                                               | C                                                                                              | Юта                                                                                            |                                                                                                |
| 5     | 177* | Сан-Франциско Форти Найнерс | Трент Тейлор                                                                                   | WR                                                                                             | Луизиана Тек                                                                                   | обмен с «Денвером»                                                                             |
| 5     | 178* | Майами Долфинс              | Девон Годшо                                                                                    | DT                                                                                             | ЛСЮ                                                                                            |                                                                                                |
| 5     | 179* | Аризона Кардиналс           | Ти Джей Логан                                                                                  | RB                                                                                             | Северная Каролина                                                                              |                                                                                                |
| 5     | 180* | Миннесота Вайкингс          | Дэнни Изидора                                                                                  | G                                                                                              | Майами                                                                                         | обмен с «Канзас-Сити»                                                                          |
| 5     | 181* | Нью-Йорк Джетс              | Дилан Донахью                                                                                  | DE                                                                                             | Западная Джорджия                                                                              | обмен с «Кливлендом»                                                                           |
| 5     | 182* | Грин-Бэй Пэкерс             | Аарон Джонс                                                                                    | RB                                                                                             | УТЭП                                                                                           |                                                                                                |
| 5     | 183* | Канзас-Сити Чифс            | Укеме Элигве                                                                                   | LB                                                                                             | Южная Джоржия                                                                                  | обмен с «Нью-Инглендом»                                                                        |
| 5     | 184* | Филадельфия Иглз            | Нейтан Герри                                                                                   | S                                                                                              | Небраска                                                                                       | обмен с «Майами»                                                                               |
| 6     | 185  | Кливленд Браунс             | Калеб Брэнтли                                                                                  | DT                                                                                             | Флорида                                                                                        |                                                                                                |
| 6     | 186  | Балтимор Рэйвенс            | Чак Кларк                                                                                      | S                                                                                              | Виргиния Тек                                                                                   | обмен с «Сан-Франциско»                                                                        |
| 6     | 187  | Сиэтл Сихокс                | Майк Тайсон                                                                                    | S                                                                                              | Цинциннати                                                                                     | обмен с «Джэксонвиллом»                                                                        |
| 6     | 188  | Нью-Йорк Джетс              | Элайджа Макгуайр                                                                               | RB                                                                                             | Луизиана—Лафейетт                                                                              | обмен с «Кливлендом»                                                                           |
| 6     | 189  | Лос-Анджелес Рэмс           | Танзел Смарт                                                                                   | DT                                                                                             | Тулейн                                                                                         |                                                                                                |
| 6     | 190  | Лос-Анджелес Чарджерс       | Сэм Теви                                                                                       | OT                                                                                             | Юта                                                                                            |                                                                                                |
| 6     | 191  | Даллас Каубойс              | Завьер Вудс                                                                                    | S                                                                                              | Луизиана Тек                                                                                   | обмен с «Нью-Йорк Джетс»                                                                       |
| 6     | 192  | Каролина Пэнтерс            | Александер Арма                                                                                | DE                                                                                             | Западная Джорджия                                                                              |                                                                                                |
| 6     | 193  | Цинциннати Бенгалс          | Джордан Эванс                                                                                  | LB                                                                                             | Оклахома                                                                                       |                                                                                                |
| 6     | 194  | Майами Долфинс              | Винсент Тейлор                                                                                 | DT                                                                                             | Оклахома Стейт                                                                                 | обмен с «Филадельфией»                                                                         |
| 6     | 195  | Баффало Биллс               | Таннер Вальехо                                                                                 | LB                                                                                             | Бойсе Стейт                                                                                    |                                                                                                |
| 6     | 196  | Нью-Орлеан Сэйнтс           | Аль-Куадин Мухаммад                                                                            | DE                                                                                             | Майами                                                                                         |                                                                                                |
| 6     | 197  | Нью-Йорк Джетс              | Джереми Кларк                                                                                  | CB                                                                                             | Мичиган                                                                                        | обмен с «Лос-Анджелес Рэмс»                                                                    |
| 6     | 198  | Сан-Франциско Форти Найнерс | Ди Джей Джонс                                                                                  | DT                                                                                             | Ол Мисс                                                                                        | обмен с «Балтимором»                                                                           |
| 6     | 199  | Вашингтон Редскинс          | Чейз Рулье                                                                                     | C                                                                                              | Вайоминг                                                                                       | обмен с «Миннесотой»                                                                           |
| 6     | 200  | Нью-Йорк Джайентс           | Адам Бисноваты                                                                                 | OT                                                                                             | Питтсбург                                                                                      | обмен с «Теннесси»                                                                             |
| 6     | 201  | Миннесота Вайкингс          | Баки Ходжес                                                                                    | TE                                                                                             | Виргиния Тек                                                                                   | обмен с «Вашингтоном»                                                                          |
| 6     | 202  | Сан-Франциско Форти Найнерс | Пита Таумопену                                                                                 | DE                                                                                             | Юта                                                                                            | обмен с «Денвером»                                                                             |
| 6     | 203  | Денвер Бронкос              | Деанджело Хендерсон                                                                            | RB                                                                                             | Прибрежная Каролина                                                                            | обмен с «Теннесси»                                                                             |
| 6     | 204  | Нью-Йорк Джетс              | Деррик Джонс                                                                                   | CB                                                                                             | Ол Мисс                                                                                        | обмен с «Тампа-Бэй»                                                                            |
| 6     | 205  | Детройт Лайонс              | Джеремайя Ледбеттер                                                                            | DE                                                                                             | Арканзас                                                                                       |                                                                                                |
| 6     | 206  | Лос-Анджелес Рэмс           | Сэм Роджерс                                                                                    | FB                                                                                             | Виргиния Тек                                                                                   | обмен с «Майами»                                                                               |
| 6     | 207  | Цинциннати Бенгалс          | Брэндон Уилсон                                                                                 | CB                                                                                             | Хьюстон                                                                                        | обмен с «Теннесси»                                                                             |
| 6     | 208  | Аризона Кардиналс           | Руди Форд                                                                                      | S                                                                                              | Оберн                                                                                          | обмен с «Оклендом»                                                                             |
| 6     | —    | Канзас-Сити Чифс            | клуб лишён выбора за нарушение правил ведения переговоров со свободными агентами               | клуб лишён выбора за нарушение правил ведения переговоров со свободными агентами               | клуб лишён выбора за нарушение правил ведения переговоров со свободными агентами               | клуб лишён выбора за нарушение правил ведения переговоров со свободными агентами               |
| 6     | 209  | Вашингтон Редскинс          | Роберт Дэвис                                                                                   | WR                                                                                             | Джорджия Стейт                                                                                 | обмен с «Хьюстоном»                                                                            |
| 6     | 210  | Сиэтл Сихокс                | Джастин Сениор                                                                                 | OT                                                                                             | Миссисипи Стейт                                                                                |                                                                                                |
| 6     | 211  | Нью-Ингленд Пэтриотс        | Конор Макдермотт                                                                               | OT                                                                                             | УКЛА                                                                                           | обмен с «Далласом»                                                                             |
| 6     | 212  | Грин-Бэй Пэкерс             | Кофи Амичиа                                                                                    | C                                                                                              | Южная Флорида                                                                                  |                                                                                                |
| 6     | 213  | Питтсбург Стилерз           | Колин Холба                                                                                    | LS                                                                                             | Луисвилл                                                                                       |                                                                                                |
| 6     | 214  | Филадельфия Иглз            | Илайджа Куоллс                                                                                 | DT                                                                                             | Вашингтон                                                                                      | обмен с «Теннесси»                                                                             |
| 6     | 215  | Детройт Лайонс              | Брэд Кайя                                                                                      | QB                                                                                             | Майами                                                                                         | обмен с «Нью-Инглендом»                                                                        |
| 6     | 216* | Даллас Каубойс              | Маркез Уайт                                                                                    | CB                                                                                             | Флорида Стейт                                                                                  | обмен с «Нью-Инглендом»                                                                        |
| 6     | 217* | Теннесси Тайтенс            | Кори Ливайн                                                                                    | G                                                                                              | Чаттануга                                                                                      | обмен с «Цинциннати»                                                                           |
| 6     | 218* | Канзас-Сити Чифс            | Леон Маккуэй                                                                                   | S                                                                                              | ЮСК                                                                                            |                                                                                                |
| 7     | 219  | Миннесота Вайкингс          | Стейси Коули                                                                                   | WR                                                                                             | Майами                                                                                         | обмен с «Сан-Франциско»                                                                        |
| 7     | 220  | Миннесота Вайкингс          | Ифеади Оденигбо                                                                                | DE                                                                                             | Нортвестерн                                                                                    | обмен с «Вашингтоном»                                                                          |
| 7     | 221  | Окленд Рэйдерс              | Шалом Луани                                                                                    | S                                                                                              | Вашингтон Стейт                                                                                | обмен с «Аризоной»                                                                             |
| 7     | 222  | Джэксонвилл Джагуарс        | Джейлен Майрик                                                                                 | CB                                                                                             | Миннесота                                                                                      |                                                                                                |
| 7     | 223  | Тампа-Бэй Бакканирс         | Стиви Туиколовату                                                                              | DT                                                                                             | ЮСК                                                                                            | обмен с «Майами»                                                                               |
| 7     | 224  | Кливленд Браун              | Зейн Гонсалес                                                                                  | K                                                                                              | Аризона Стейт                                                                                  | обмен с «Нью-Йорк Джетс»                                                                       |
| 7     | 225  | Лос-Анджелес Чарджерс       | Айзек Рошель                                                                                   | DT                                                                                             | Нотр-Дам                                                                                       |                                                                                                |
| 7     | 226  | Сиэтл Сихокс                | Дэвид Мур                                                                                      | WR                                                                                             | Ист Сентрал                                                                                    | обмен с «Каролиной»                                                                            |
| 7     | 227  | Теннесси Тайтенс            | Джош Каррауэй                                                                                  | LB                                                                                             | ТХУ                                                                                            | обмен с «Цинциннати»                                                                           |
| 7     | 228  | Даллас Каубойс              | Джоуи Айви                                                                                     | DT                                                                                             | Флорида                                                                                        | обмен с «Баффало»                                                                              |
| 7     | 229  | Сан-Франциско Форти Найнерс | Эдриан Колберт                                                                                 | CB                                                                                             | Майами                                                                                         | обмен с «Нью-Орлеаном»                                                                         |
| 7     | 230  | Вашингтон Редскинс          | Джош Харви-Клемонс                                                                             | S                                                                                              | Луисвилл                                                                                       | обмен с «Миннесотой»                                                                           |
| 7     | 231  | Окленд Рэйдерс              | Джейлан Уэйр                                                                                   | OT                                                                                             | Алабама Стейт                                                                                  | обмен с «Аризоной»                                                                             |
| 7     | 232  | Миннесота Вайкингс          | Элайджа Ли                                                                                     | LB                                                                                             | Канзас Стейт                                                                                   |                                                                                                |
| 7     | 233  | Каролина Пэнтерс            | Харрисон Баткер                                                                                | K                                                                                              | Джорджия Тек                                                                                   | обмен с «Кливлендом»                                                                           |
| 7     | 234  | Лос-Анджелес Рэмс           | Эджуан Прайс                                                                                   | LB                                                                                             | Питтсбург                                                                                      | обмен с «Балтимором»                                                                           |
| 7     | 235  | Вашингтон Редскинс          | Джошуа Холси                                                                                   | CB                                                                                             | Оберн                                                                                          |                                                                                                |
| 7     | 236  | Теннесси Тайтенс            | Брэд Ситон                                                                                     | OT                                                                                             | Вилланова                                                                                      |                                                                                                |
| 7     | 237  | Майами Долфинс              | Айзейя Форд                                                                                    | WR                                                                                             | Виргиния Тек                                                                                   | обмен с «Тампа-Бэй»                                                                            |
| 7     | 238  | Грин-Бэй Пэкерс             | Деванте Мейс                                                                                   | RB                                                                                             | Юта Стейт                                                                                      | обмен с «Денвером»                                                                             |
| 7     | 239  | Даллас Каубойс              | Ноа Браун                                                                                      | WR                                                                                             | Огайо Стейт                                                                                    | обмен с «Нью-Инглендом»                                                                        |
| 7     | 240  | Джэксонвилл Джагуарс        | Маркез Уильямс                                                                                 | FB                                                                                             | Майами (Огайо)                                                                                 | обмен с «Майами»                                                                               |
| 7     | 241  | Теннесси Тайтенс            | Халфани Мухаммад                                                                               | RB                                                                                             | Калифорния                                                                                     | обмен с «Нью-Йорк Джайентс»                                                                    |
| 7     | 242  | Окленд Рэйдерс              | Элайджа Худ                                                                                    | RB                                                                                             | Северная Каролина                                                                              |                                                                                                |
| 7     | 243  | Хьюстон Тексанс             | Кайл Фуллер                                                                                    | C                                                                                              | Бэйлор                                                                                         |                                                                                                |
| 7     | 244  | Окленд Рэйдерс              | Трейвон Хестер                                                                                 | DT                                                                                             | Толидо                                                                                         | обмен с «Сиэтлом»                                                                              |
| 7     | 245  | Миннесота Вайкингс          | Джек Точо                                                                                      | CB                                                                                             | Эн Си Стейт                                                                                    | обмен с «Канзас-Сити»                                                                          |
| 7     | 246  | Даллас Каубойс              | Джордан Каррелл                                                                                | DT                                                                                             | Колорадо                                                                                       |                                                                                                |
| 7     | 247  | Грин-Бэй Пэкерс             | Малаки Дюпре                                                                                   | WR                                                                                             | ЛСЮ                                                                                            |                                                                                                |
| 7     | 248  | Питтсбург Стилерз           | Кейон Адамс                                                                                    | DE                                                                                             | Западный Мичиган                                                                               |                                                                                                |
| 7     | 249  | Сиэтл Сихокс                | Крис Карсон                                                                                    | RB                                                                                             | Оклахома Стейт                                                                                 | обмен с «Атлантой»                                                                             |
| 7     | 250  | Детройт Лайонс              | Пэт О’Коннор                                                                                   | DE                                                                                             | Восточный Мичиган                                                                              | обмен с «Нью-Инглендом»                                                                        |
| 7     | 251* | Цинциннати Бенгалс          | Мейсон Шрек                                                                                    | TE                                                                                             | Баффало                                                                                        |                                                                                                |
| 7     | 252* | Кливленд Браунс             | Мэтт Дайес                                                                                     | RB                                                                                             | Эн Си Стейт                                                                                    | обмен с «Денвером»                                                                             |
| 7     | 253* | Денвер Бронкос              | Чед Келли                                                                                      | QB                                                                                             | Ол Мисс                                                                                        |                                                                                                |

## Комментарии
1. 1 2  27 апреля 2017 года «Чикаго» получил выбор первого (2-й) раунда драфта 2017 года от «Сан-Франциско», отдав выборы первого (3-й), третьего (67-й) и четвёртого (111-й) раундов драфта 2017 года, и выбор третьего раунда драфта 2018 года[7].
2. 1 2  14 апреля 2016 года «Теннесси» получил выборы первого (15-й), второго (43-й и 45-й) и третьего (76-й) раундов драфта 2016 года, и выборы первого (5-й) и третьего (100-й) раундов драфта 2017 года от «Лос-Анджелес Рэмс», отдав выборы первого (1-й), четвёртого (113-й) и шестого (177-й) раундов драфта 2016 года[8].
3. 1 2  27 апреля 2017 года «Канзас-Сити» получил выбор первого (10-й) раунда драфта 2017 года от «Баффало», отдав выборы первого (27-й) и третьего (91-й) раундов драфта 2017 года, и выбор первого раунда драфта 2018 года[9].
4. 1 2  27 апреля 2017 года «Хьюстон» получил выбор первого (12-й) раунда драфта 2017 года от «Кливленда», отдав выбор первого (25-й) раунда драфта 2017 года, и выбор первого раунда драфта 2018 года[10].
5. ↑  3 сентября 2016 года «Филадельфия» получила выбор первого (14-й) раунда драфта 2017 года и выбор четвёртого раунда драфта 2018 года от «Миннесоты», отдав квотербека Сэма Брэдфорда[11].
6. 1 2 3  27 апреля 2017 года «Атланта» получила выбор первого (26-й) раунда драфта 2017 года от «Сиэтла», отдав выборы первого (31-й), третьего (95-й) и седьмого (249-й) раундов драфта 2017 года[12].
7. 1 2 3  27 апреля 2017 года «Кливленд» получил выбор первого (29-й) раунда драфта 2017 года от «Грин-Бэй», отдав выборы второго (33-й) и четвёртого (108-й) раундов драфта 2017 года[13].
8. 1 2  27 апреля 2017 года «Сан-Франциско» получил выбор первого (31-й) раунда драфта 2017 года от «Сиэтла», отдав выборы второго (34-й) и четвёртого (111-й) раундов драфта 2017 года[14].
9. 1 2  10 марта 2017 года «Нью-Орлеан» получил выборы первого (32-й) и третьего (103-й) раундов драфта 2017 года от «Нью-Ингленда», отдав выбор четвёртого (118-й) раунда драфта 2017 года и ресивера Брэндина Кукса[15].
10. 1 2 3  28 апреля 2017 года «Джэксонвилл» получил выбор второго (34-й) раунда драфта 2017 года от «Сиэтла», отдав выборы второго (35-й) и шестого (187-й) раундов драфта 2017 года[16].
11. 1 2 3  28 апреля 2017 года «Аризона» получила выборы второго (36-й) и седьмого (221-й) раундов драфта 2017 года от «Чикаго», отдав выборы второго (45-й), четвёртого (119-й) и шестого (197-й) раундов драфта 2017 года, и выбор четвёртого раунда драфта 2018 года[17].
12. 1 2 3  28 апреля 2017 года «Баффало» получил выборы второго (37-й) и пятого (149-й) раундов драфта 2017 года от «Лос-Анджелес Рэмс», отдав выборы второго (44-й) и третьего (91-й) раундов драфта 2017 года[18].
13. 1 2 3  28 апреля 2017 года «Миннесота» получила выбор второго (41-й) раунда драфта 2017 года от «Цинциннати», отдав выборы второго (48-й) и четвёртого (128-й) раундов драфта 2017 года[19].
14. ↑  28 апреля 2016 года «Кливленд» получил выборы первого (15-й) и третьего (76-й) раундов драфта 2016 года, и выбор второго (52-й) раунда драфта 2017 года от «Теннесси», отдав выборы первого (8-й) и шестого (176-й) раундов драфта 2016 года[20].
15. 1 2 3 4  28 апреля 2017 года «Баффало» получил выбор второго (63-й) раунда драфта 2017 года от «Атланты», отдав выборы третьего (75-й) и пятого (149-й и 156-й) раундов драфта 2017 года[21].
16. ↑  10 марта 2017 года «Каролина» получила выбор второго (64-й) раунда драфта 2017 года от «Нью-Ингленда», отдав выбор третьего (72-й) раунда драфта 2017 года и ди-энда Кони Или[22].
17. 1 2  28 апреля 2017 года «Нью-Орлеан» получил выбор третьего (67-й) раунда драфта 2017 года от «Сан-Франциско», отдав выбор седьмого (229-й) раунда драфта 2017 года и выбор второго раунда драфта 2018 года[23].
18. 1 2  28 апреля 2017 года «Миннесота» получила выбор третьего (70-й) раунда драфта 2017 года от «Нью-Йорк Джетс», отдав выборы третьего (79-й) и пятого (160-й) раундов драфта 2017 года[24].
19. 1 2  28 апреля 2017 года «Теннесси» получил выборы третьего (72-й) и шестого (200-й) раундов драфта 2017 года от «Нью-Ингленда», отдав выборы третьего (83-й) и четвёртого (124-й) раундов драфта 2017 года[25].
20. 1 2  4 апреля 2017 года «Балтимор» получил выбор третьего (74-й) раунда драфта 2017 года от «Филадельфии», отдав выбор третьего (99-й) раунда драфта 2017 года и тэкла защиты Тимми Джернигана[26].
21. 1 2 3  28 апреля 2017 года «Каролина» получила выбор третьего (77-й) раунда драфта 2017 года от «Аризоны», отдав выборы третьего (98-й) и четвёртого (115-й) раундов драфта 2017 года[27].
22. 1 2 3  28 апреля 2017 года «Нью-Ингленд» получил выбор третьего (85-й) раунда драфта 2017 года от «Детройта», отдав выборы третьего (96-й) и четвёртого (124-й) раундов драфта 2017 года[28].
23. 1 2  28 апреля 2017 года «Канзас-Сити» получил выбор третьего (86-й) раунда драфта 2017 года от «Миннесоты», отдав выборы третьего (104-й), четвёртого (132-й) и седьмого (245-й) раундов драфта 2017 года[29].
24. 1 2 3  28 апреля 2017 года «Сан-Франциско» получил выбор третьего (104-й) раунда драфта 2017 года от «Миннесоты», отдав выборы четвёртого (109-й) и седьмого (219-й) раундов драфта 2017 года[30].
25. 1 2  28 апреля 2017 года «Тампа-Бэй» получила выбор третьего (107-й) раунда драфта 2017 года от «Нью-Йорк Джетс», отдав выборы четвёртого (125-й) и шестого (204-й) раундов драфта 2017 года[31].
26. 1 2  29 апреля 2017 года «Чикаго» получил выбор четвёртого (112-й) раунда драфта 2017 года от «Лос-Анджелес Рэмс», отдав выборы четвёртого (117-й) и шестого (197-й) раундов драфта 2017 года[32].
27. ↑  30 апреля 2016 года «Вашингтон» получил выбор четвёртого (114-й) раунда драфта 2017 года от «Нью-Йорк Джетс», отдав выбор пятого (158-й) раунда драфта 2016 года[33].
28. 1 2 3  29 апреля 2017 года «Сан-Франциско» получил выбор четвёртого (121-й) раунда драфта 2017 года от «Индианаполиса», отдав выборы четвёртого (143-й) и пятого (161-й) раундов драфта 2017 года[35].
29. 1 2 3  29 апреля 2017 года «Лос-Анджелес Рэмс» получили выбор четвёртого (125-й) раунда драфта 2017 года от «Нью-Йорк Джетс», отдав выборы четвёртого (141-й) и шестого (197-й) раундов драфта 2017 года[36].
30. 1 2 3  29 апреля 2017 года «Кливленд» получил выборы четвёртого (126-й) и седьмого (252-й) раундов драфта 2017 года от «Денвера», отдав выборы пятого (145-й и 175-й) раунда драфта 2017 года[37].
31. ↑  30 апреля 2016 года «Нью-Ингленд» получил выбор седьмого (225-й) раунда драфта 2016 года и выбор четвёртого (131-й) раундав драфта 2017 года от «Сиэтла», отдав выборы пятого (147-й) и седьмого (243-й) раундов драфта 2016 года[38].
32. ↑  29 апреля 2017 года «Филадельфия» получила выбор четвёртого (132-й) раунда драфта 2017 года от «Миннесоты», отдав выборы четвёртого (139-й) и седьмого (230-й) раундов драфта 2017 года[39].
33. ↑  8 марта 2017 года «Индианаполис» получил выбор четвёртого (137-й) раунда драфта 2017 года от «Нью-Ингленда», отдав выбор шестого (200-й) раунда драфта 2017 года и тайт-энда Дуэйна Аллена[40].
34. 1 2 3  29 апреля 2017 года «Канзас-Сити» получил выбор четвёртого (139-й) раунда драфта 2017 года от «Миннесоты», отдав выборы пятого (170-й и 180-й) раунда драфта 2017 года[41].
35. ↑  9 марта 2017 года «Хьюстон» получил выбор четвёртого (142-й) раунда драфта 2017 года от «Кливленда», отдав выбор шестого (188-й) раунда драфта 2017 года, выбор второго раунда драфта 2018 года и квотербека Брока Освайлера[43].
36. ↑  30 апреля 2016 года «Вашингтон» получил выбор пятого (152-й) раунда драфта 2016 года и выбор пятого (154-й) раунда драфта 2017 года от «Нью-Орлеана», отдав выбор четвёртого (120-й) раунда драфта 2016 года[44].
37. 1 2  29 апреля 2017 года «Теннесси» получил выбор пятого (155-й) раунда драфта 2017 года от «Филадельфии», отдав выборы пятого (164-й) и шестого (214-й) раундов драфта 2017 года[45].
38. 1 2 3 4  29 апреля 2017 года «Кливленд» получил выборы пятого (160-й) и седьмого (224-й) раундов драфта 2017 года от «Нью-Йорк Джетс», отдав выборы пятого (181-й) и шестого (188-й) раундов драфта 2017 года[46].
39. ↑  24 апреля 2017 года «Баффало» получил выбор пятого (163-й) раунда драфта 2017 года от «Нью-Ингленда» в качестве компенсации за уход ограниченного свободного агента раннинбека Майка Гиллисли[47].
40. 1 2 3 4  29 апреля 2017 года «Майами» получил выборы пятого (164-й) и шестого (194-й) раундов драфта 2017 года от «Филадельфии», отдав выборы пятого (166-й и 184-й) раунда драфта 2017 года[48].
41. 1 2  22 сентября 2015 года «Баффало» получил выбор пятого (171-й) раунда драфта 2017 года от «Далласа», отдав выбор седьмого (228-й) раунда драфта 2017 года и квотербека Мэтта Кассела[50].
42. 1 2 3  29 апреля 2017 года «Денвер» получил выбор пятого (172-й) раунда драфта 2017 года от «Грин-Бэй», отдав выборы пятого (175-й) и седьмого (238-й) раундов драфта 2017 года[51].
43. ↑  29 апреля 2017 года «Сан-Франциско» получил выбор пятого (177-й) раунда драфта 2017 года и раннинбека Капри Биббса от «Денвера», отдав выбор четвёртого раунда драфта 2018 года[52].
44. ↑  28 апреля 2017 года «Канзас-Сити» получил выбор пятого (183-й) раунда драфта 2017 года от «Нью-Ингленда», отдав выбор шестого (216-й) раунда драфта 2017 года и тайт-энда Джеймса О’Шонесси[53].
45. 1 2  15 марта 2017 года «Балтимор» получил выбор шестого (186-й) раунда драфта 2017 года от «Сан-Франциско», отдав выбор шестого (198-й) раунда драфта 2017 года и центра Джереми Зутту[54].
46. ↑  29 апреля 2017 года «Даллас» получил выбор шестого (191-й) раунда драфта 2017 года от «Нью-Йорк Джетс», отдав выбор пятого раунда драфта 2018 года[55].
47. 1 2 3 4  29 апреля 2017 года «Вашингтон» получил выборы шестого (199-й) и седьмого (230-й) раундов драфта 2017 года от «Миннесоты», отдав выборы шестого (201-й) и седьмого (220-й) раундов драфта 2017 года[56].
48. 1 2  29 апреля 2017 года «Нью-Йорк Джайентс» получили выбор шестого (200-й) раунда драфта 2017 года от «Теннесси», отдав выборы шестого (207-й) и седьмого (241-й) раундов драфта 2017 года[57].
49. ↑  2 ноября 2015 года «Сан-Франциско» получил выбор шестого (207-й) раунда драфта 2016 года и выбор шестого (202-й) раунда драфта 2017 года от «Денвера», отдав выбор седьмого (228-й) раунда драфта 2016 года и тайт-энда Вернона Дэвиса[58].
50. ↑  30 апреля 2016 года «Денвер» получил выбор шестого (176-й) раунда драфта 2016 года и выбор шестого (203-й) раунда драфта 2017 года от «Теннесси», отдав выборы пятого (157-й) и седьмого (253-й) раундов драфта 2016 года[59].
51. ↑  10 марта 2017 года «Лос-Анджелес Рэмс» получили выбор шестого (206-й) раунда драфта 2017 года от «Майами», отдав выбор седьмого (223-й) раунда драфта 2017 года и ди-энда Уильяма Хэйса[60].
52. 1 2 3  29 апреля 2017 года «Цинциннати» получил выбор шестого (207-й) раунда драфта 2017 года от «Теннесси», отдав выборы шестого (217-й) и седьмого (227-й) раундов драфта 2017 года[61].
53. 1 2 3  29 апреля 2017 года «Аризона» получила выбор шестого (208-й) раунда драфта 2017 года от «Окленда», отдав выборы седьмого (221-й и 231-й) раунда драфта 2017 года[62].
54. ↑  28 апреля 2016 года «Вашингтон» получила выбор первого (22-й) раунда драфта 2016 года и выбор шестого (209-й) раунда драфта 2017 года от «Хьюстона», отдав выбор первого (21-й) раунда драфта 2016 года[64].
55. 1 2 3  29 апреля 2017 года «Нью-Ингленд» получил выбор шестого (211-й) раунда драфта 2017 года от «Далласа», отдав выборы шестого (216-й) и седьмого (239-й) раундов драфта 2017 года[65].
56. ↑  25 октября 2016 года «Детройт» получил выбор шестого (215-й) раунда драфта 2017 года от «Нью-Ингленда», отдав выбор седьмого (239-й) раунда драфта 2017 года и лайнбекера Кайла ван Ноя[66].
57. 1 2  29 сентября 2017 года «Тампа-Бэй» получила выбор седьмого (223-й) раунда драфта 2017 года от «Майами», отдав выбор седьмого (237-й) раунда драфта 2017 года и выбор седьмого раунда драфта 2018 года[67].
58. ↑  31 августа 2015 года «Сиэтл» получил выбор седьмого (226-й) раунда драфта 2017 года от «Каролины», отдав ресивера Кевина Норвуда[68].
59. ↑  29 августа 2016 года «Каролина» получила выбор седьмого (233-й) раунда драфта 2017 года и пантера Энди Ли от «Кливленда», отдав выбор четвёртого раунда драфта 2018 года и пантера Кейси Редферна[69].
60. ↑  3 октября 2015 года «Сент-Луис Рэмс» получили выбор седьмого (234-й) раунда драфта 2017 года от «Балтимора», отдав ресивера Криса Гивенса[70].
61. ↑  9 марта 2017 года «Джэксонвилл» получил выбор седьмого (240-й) раунда драфта 2017 года от «Майами», отдав тайт-энда Джулиуса Томаса[71].
62. ↑  3 сентября 2016 года «Окленд» получил выбор седьмого (244-й) раунда драфта 2017 года от «Сиэтла», отдав сэйфти Дьюи Макдоналда[72].
63. ↑  25 августа 2015 года «Детройт» получил выбор седьмого (250-й) раунда драфта 2017 года от «Нью-Ингленда», отдав тэкла нападения Майкла Уильямса[73].